# Tyngdlyftning vid olympiska sommarspelen 1920
De olympiska tävlingarna i tyngdlyftning 1920 avgjordes mellan den 29 och 31 augusti på Olympisch Stadion i Antwerpen. 53 deltagare från 14 länder deltog i tävlingarna.

## Medaljörer
| Gren                 | Guld                    | Silver                    | Brons                     |
| 60 kg Detaljer...    | Frans De Haes Belgien   | Alfred Schmidt Estland    | Eugène Ryter Schweiz      |
| 67,5 kg Detaljer...  | Alfred Neuland Estland  | Louis Williquet Belgien   | Florimond Rooms Belgien   |
| 75 kg Detaljer...    | Henri Gance Frankrike   | Pietro Bianchi Italien    | Albert Pettersson Sverige |
| 82,5 kg Detaljer...  | Ernest Cadine Frankrike | Fritz Hünenberger Schweiz | Erik Pettersson Sverige   |
| +82,5 kg Detaljer... | Filippo Bottino Italien | Joseph Alzin Luxemburg    | Louis Bernot Frankrike    |

## Medaljtabell
| Pl.    | Nation    | Guld | Silver | Brons | Totalt |
| ------ | --------- | ---- | ------ | ----- | ------ |
| 1      | Frankrike | 2    | 0      | 1     | 3      |
| 2      | Belgien   | 1    | 1      | 1     | 3      |
| 3      | Estland   | 1    | 1      | 0     | 2      |
| 3      | Italien   | 1    | 1      | 0     | 2      |
| 5      | Schweiz   | 0    | 1      | 1     | 2      |
| 6      | Luxemburg | 0    | 1      | 0     | 1      |
| 7      | Sverige   | 0    | 0      | 2     | 2      |
| Totalt | Totalt    | 5    | 5      | 5     | 15     |